# Пінхас
Пінхас (івр. פִּינְחָס, pînəḥās — темношкірий) — син Елеазара, онук першого ізраїльського первосвященика Аарона. Належав до Левітів.

## Біблійна історія
Ще за часів життя його батька — первосвященика Елеазара, Пінхасу та його потомству Бог обіцяє союз миру та вічний союз священицтва. Таким чином Пінхас підноситься вище свого діда Аарона. Причини особливого ставлення до нього були різні. Так за Книгою Чисел, 25 розд. під час подорожі по пустелі народ Ізраїля почав частково блудувати з жінками Моава та служити Ваалу Пеору. Тоді розгнівився Ягве на них і наказав Мойсею  вбити усіх тих, що поклонялися Ваалові. При цьому також наслав пошесть на ізраїльтян від якої померло вже 24000 людей. Пінхас за наказом Мойсея пішов шукати невірних та послідував за одним ізраїльтянином у шатро і вбив там  списом князя ізраїльського народу Зімрі, сина Салу та Козбі — дочку родоначальників одного з племен мідіянських. Таким чином та критика також торкається і Мойсея, який був одружений мідіянкою Ціппорою. Пізніше, Мойсей послав  Пінхаса на чолі 12000 війська з наказом знищити всіх мідіян. Пінхас взяв із собою також і священну посуду. Знищивши усіх чоловіків, військо привело жінок із собою, проте Мойсей ствердно сказав — «…Таж то вони, за порадою Валаама, звели синів Ізраїля відступити від Господа заради Пеора; тим і кинулась пошесть на Господню громаду.» та наказав знищити всіх дітей чоловічої статі й усіх жінок, що спізнали чоловіка і війську після цього очиститися.
Розповідь про Пінхаса, сина Елеазара, знову з'являється в книзі Ісуса Навина. Коли племена Рувима і Гада, разом з половиною племені Манасії, пішли заволодіти їхніми землями, повз Йордан, вони збудували великий вівтар з іншого боку. Інша частина ізраїльтян приймає це за сепаратизм, і як спробу налаштувати новий релігійний центр. Вони відправляють Пінхаса розслідувати справу.
У Книзі Суддів Пінхас згадується як той, хто служив при Ковчезі Заповіту, що представлений тут як мобільна святиня. Поховано Пінхаса біля його батька Елеазара у Гібеа Пінхаса на Ефраїм-горі.